# Alejandrina Bermúdez Milla
Alejandrina Bermúdez Milla (San Pedro Sula, 8 de octubre de 1917 - Tegucigalpa, 7 de abril de 2012) fue primera dama de la República de Honduras entre 1957 y 1963, como esposa del Presidente Constitucional Ramón Villeda Morales.

## Biografía
Alejandrina Bermúdez Milla nació en San Pedro Sula, el 8 de octubre de 1917. Hija del matrimonio entre el abogado olanchano Antonio Bermúdez Meza y Alejandrina Milla Cisneros sus padres se casaron una noche de Navidad de 1915. Realizó sus estudios de profesora, después obtuvo diploma de Asistente Técnica de Laboratorio por la Fundación Alexander Von Humboldt de Berlín, previamente había realizado estudios en la Academia Mount Saint Vincent de la ciudad de Nueva York. Su padre fue Presidente del Congreso Nacional de Honduras durante la administración presidencial del doctor Miguel Paz Barahona. Desde joven Alejandrina sufrió el ir y venir de sus padres y familia en cuanto a la política en la Honduras de mediados del siglo XX.
Se casó en 25 de abril de 1936 con el joven médico ocotepequense Ramón Villeda Morales, con quien procrearían seis hijos, Ramón y Rubén nacerían en Santa Rosa de Copán. En 1940 su esposo el doctor Ramón Villeda Morales se establece en la ciudad de Tegucigalpa, desde allí junto a su esposo comenzó la andadura política en pro de una Honduras diferente al régimen del doctor Tiburcio Carias Andino. Por su parte, Alejandrina fue activa sufragista en pro del Movimiento Femenino de Honduras y de la Federación de Asociaciones Feministas de Honduras (FAFH) del cual fue presidenta a principios de la década de los años cincuenta. Después de los descalabros del Partido Liberal de Honduras en las elecciones de 1932 que ganó Carias Andino y siguientes que perderían ante el doctor y general Juan Manuel Gálvez y seguidamente con el gobierno de Julio Lozano Díaz, aumentándose a esto el Triunvirato de la Junta Militar que puso fin a la declaración de dictador a Lozano Díaz en 1956, se necesitaba un líder que uniera a los electores, ese hombre fue su esposo el doctor Ramón Villeda Morales, proclamado como candidato oficial del liberalismo para los comicios de 1957. Así fue, Alejandrina junto a sus seis hijos acompañaron al doctor Ramón Villeda Morales, primeramente en la propaganda del nuevo liberalismo previo a las elecciones de 1957, luego el 21 de diciembre de 1957 cuando es proclamado como Presidente Constitucional de Honduras, asumiendo ella -Alejandrina de Villeda Morales- su título de Primera dama de Honduras. Fue figura primordial en la creación de la Junta Nacional de Bienestar Social y seguidamente del Patronato Nacional de la Infancia (PANI) ambas, con carácter de ayuda a los infantes y menores hondureños.
Al acabar los seis años del periodo de administración presidencial, como lo mandaba la Constitución Hondureña, un Golpe de Estado perpetrado por mandos militares, adyacentes al Partido Nacional de Honduras, desalojaron de la presidencia al doctor Ramón Villeda Morales y a su familia de la Casa Presidencial en ella se estableció Oswaldo López Arellano, culminando así, años de cambio social y progreso económico de la nación Centroamericana. Villeda Morales y su familia salieron exiliados hacia la república de Costa Rica, hasta su regreso a Honduras y luego al nuevo cargo encomendado a Ramón Villeda Morales en la Organización de las Naciones Unidas con sede en Nueva York, ciudad en la cual fallecería su esposo en 1971. Alejandrina Bermúdez, vería los trabajos sin éxitos de sus hijos Ramón y Mauricio Villeda Bermúdez por alcanzar la presidencia de la república.

## Fallecimiento
Falleció en Tegucigalpa, M.D.C., el 7 de abril de 2012 a los 94 años de edad, rodeada de sus hijos, nietos y sus restos fueron sepultados en Jardines de Paz Suyapa, en la capital hondureña.
| \| \| \| \| \| \| \| \| \| \| \| \| \| \| \| \| \| \| \| \| 4. Rubén Bermúdez \| \| \| \| \| \| \| \| \| \| \| \| \| \| \| \| \| \| \| \| \| \| \| \| \| \| \| \| \| \| \| \| \| \| \| \| \| \| \| \| \| \| \| \| \| \| \| \| \| \| \| \| \| \| 2. Antonio Bermúdez Meza (10/6/1881-25/12/1948) \| \| \| \| \| \| \| \| \| \| \| \| \| \| \| \| \| \| \| \| \| \| \| \| \| \| \| \| \| \| \| \| \| \| \| \| \| \| \| \| \| \| \| \| \| \| \| \| \| \| \| \| \| \| 5. Paz Meza \| \| \| \| \| \| \| \| \| \| \| \| \| \| \| \| \| \| \| \| \| \| \| \| \| \| \| \| \| \| \| \| \| \| \| \| \| \| \| \| \| \| \| \| \| \| \| \| \| \| \| \| \| \| 1. Alejandrina Bermúdez Milla \| \| \| \| \| \| \| \| \| \| \| \| \| \| \| \| \| \| \| \| \| \| \| \| \| \| \| \| \| \| \| \| \| \| \| \| \| \| \| \| \| \| \| \| \| \| \| \| \| \| \| \| \| \| 6. Luciano Milla Otero \| \| \| \| \| \| \| \| \| \| \| \| \| \| \| \| \| \| \| \| \| \| \| \| \| \| \| \| \| \| \| \| \| \| \| \| \| \| \| \| \| \| \| \| \| \| \| \| \| \| \| \| \| \| 3. Alejandrina Milla Cisneros \| \| \| \| \| \| \| \| \| \| \| \| \| \| \| \| \| \| \| \| \| \| \| \| \| \| \| \| \| \| \| \| \| \| \| \| \| \| \| \| \| \| \| \| \| \| \| \| \| \| \| \| \| \| 7. Concepción Cisneros \| \| \| \| \| \| \| \| \| \| \| \| \| \| \| \| \| \| \| \| \| \| \| \| \| \| \| \| \| \| \| \| \| \| \| \| \| \| \| \| \| \| \| \| \| \| \| \| \| \| \| \| |                                                 |  |  |  |  |  |  |  |  |  |  |  |  |  |  |  |
| |                                                 |  |  |  |  |  |  |  |  |  |  |  |  |  |  |  |
| | 4. Rubén Bermúdez                               |  |  |  |  |  |  |  |  |  |  |  |  |  |  |  |
| |                                                 |  |  |  |  |  |  |  |  |  |  |  |  |  |  |  |
| |                                                 |  |  |  |  |  |  |  |  |  |  |  |  |  |  |  |
| | 2. Antonio Bermúdez Meza (10/6/1881-25/12/1948) |  |  |  |  |  |  |  |  |  |  |  |  |  |  |  |
| |                                                 |  |  |  |  |  |  |  |  |  |  |  |  |  |  |  |
| |                                                 |  |  |  |  |  |  |  |  |  |  |  |  |  |  |  |
| | 5. Paz Meza                                     |  |  |  |  |  |  |  |  |  |  |  |  |  |  |  |
| |                                                 |  |  |  |  |  |  |  |  |  |  |  |  |  |  |  |
| |                                                 |  |  |  |  |  |  |  |  |  |  |  |  |  |  |  |
| | 1. Alejandrina Bermúdez Milla                   |  |  |  |  |  |  |  |  |  |  |  |  |  |  |  |
| |                                                 |  |  |  |  |  |  |  |  |  |  |  |  |  |  |  |
| |                                                 |  |  |  |  |  |  |  |  |  |  |  |  |  |  |  |
| | 6. Luciano Milla Otero                          |  |  |  |  |  |  |  |  |  |  |  |  |  |  |  |
| |                                                 |  |  |  |  |  |  |  |  |  |  |  |  |  |  |  |
| |                                                 |  |  |  |  |  |  |  |  |  |  |  |  |  |  |  |
| | 3. Alejandrina Milla Cisneros                   |  |  |  |  |  |  |  |  |  |  |  |  |  |  |  |
| |                                                 |  |  |  |  |  |  |  |  |  |  |  |  |  |  |  |
| |                                                 |  |  |  |  |  |  |  |  |  |  |  |  |  |  |  |
| | 7. Concepción Cisneros                          |  |  |  |  |  |  |  |  |  |  |  |  |  |  |  |
| |                                                 |  |  |  |  |  |  |  |  |  |  |  |  |  |  |  |
| |                                                 |  |  |  |  |  |  |  |  |  |  |  |  |  |  |  |